# تونغي
تونغي هي مدينة تقع في بنغلاديش ويسكنها حوالي 350 ألف نسمة.